# بدرو
بدرو (Pedro R.S.) (مواليد 9 أغسطس 1946) هو مدرب كرة قدم.

## وصلات خارجية
- J.League Data Site (باليابانية)